# Réunioni labdarúgó-válogatott
A réunioni labdarúgó-válogatott (franciául: Sélection de La Réunion de football) Franciaország tengerentúli régiójának, Réunionnak, a labdarúgó-válogatottja. A csapat a réunioni labdarúgó-szövetség irányítása alatt áll, amely a Francia labdarúgó-szövetség keretein belül működő helyi szervezet. A válogatott nem tagja sem a Nemzetközi Labdarúgó-szövetségnek, sem pedig az Afrikai Labdarúgó-szövetségnek, emiatt nem vehet részt a Labdarúgó-világbajnokságok vagy az Afrikai nemzetek kupája selejtezőiben. Az együttes eddigi története során számos mérkőzést játszott, de ezeknek a túlnyomó részét a környező szigetországok (Madagaszkár, Mauritius, Seychelle-szigetek) csapataival vívta.

## Nemzetközi eredmények
Indiai-óceáni játékok
- Aranyérmes: 5 alkalommal (1979, 1998, 2007, 2015, 2019[2])

l'Outre-Mer kupa
- Aranyérmes: 2 alkalommal (2008, 2012)